# Nadija Matvijivna Kybalčyčová
Nadija Matvijivna Kybalčyčová, rozená Symonova, ukrajinsky Кибальчич Надія Матвіївна (září 1857 – 4. prosince 1918 Lubny), byla ukrajinská spisovatelka, dramatička a překladatelka. Svoje díla vydávala pod různými pseudonymy – Natalka Poltavka, Natalka-Poltavka, Symonivna , Kybalčyn, Marusja Poltavka.
Je matkou ukrajinské spisovatelky Nadiji Kybalčyčové a neteří a kmotrou ukrajinské spisovatelky Hanny Barvinok.

## Život
Narozen v září 1857 v obci. Zarič v Poltavské oblasti. Její matka, Nadija Michajlivna byla provdána za Mykolu Zabilu, ale manželství nebylo úspěšné a opustila ho se svými dvěma dcerami (Nadijí a Marií), aby se znovu setkala s Matvijem Symonovem, se kterým měla další dvě dcery. Matvij Symonov dal všem dětem své jméno.Vzdělání získala doma, protože její otec věřil, že to ženám stačí.
V roce 1876 se Nadija Matvijivna provdala za Konstantina Ivanoviče Kybalčiče a přestěhovala se do Jasnohorodu v oblasti Žytomyru. V manželství se jí narodila dcera Nadija (pozdější ukrajinská spisovatelka Nadija Kybalčyčová). Kvůli nešťastnému manželství se v roce 1884 vrátila s dcerou do Poltavska. V té době se rodina rozpadla – Matvij Symonov se přestěhoval do Lubny a její matka prožila svůj život s jednou ze svých dcer.
Napsala mj. dramatickou etudu „Generální zkouška“ a melodrama „Kateryna Čajkivna“; tato hra byla mnohokrát nastudována profesionálními i amatérskými divadly.
Od roku 1910 do roku 1914 učila v Komyšně. Zemřela 4. prosince 1918 v Lubnech, kde je i pohřbena.